# 艾因角戰鬥
艾因角战斗（Battle of Ras al-Ayn）是一场发生于2012年及2013年期间的战斗，战斗中共有库尔德族所属团体民主联盟党、叙利亚反对派和叙利亚政府三方参与。这场战斗是为了争夺叙利亚北部城市艾因角（库尔德语：Serêkanî）。

## 戰鬥

### 第一阶段
2012年11月8日，叙利亚自由军攻击了位于艾因角的叙利亚政府军据点，之后一段录像显示叙利亚自由军的武装分子控制了该市。Al-Kurdiya 新闻台在现场的记者报道当地库尔德人在进攻中协助了叙利亚自由军。根据土耳其记者Mehmet Aksakal的报道，有两名土耳其人在边境城镇杰伊兰珀纳尔受伤。这名记者认为这场冲突是由于库尔德国家委员会（KNC）和民主联盟党（PYD）之间日益增长的不合引发的。但是，另一名库尔德活动家声称虽然PYD在该市有武装部队，但该市仍完全被政府军控制而PYD并没有参与战斗。大约10－26名反对派武装分子和20名政府军在战斗中丧生，而在战斗爆发时大约8000名居民逃往杰伊兰珀纳尔。
11月10日，库尔德人民保卫组织（YPG）的民兵在当地库尔德人的协助下，占领了位于Al-Darbasiyah和Tel Tamer最后的政府军安全设施和行政管理部门。至此，在哈塞克省只有两座城镇在叙政府控制中：哈塞克和卡米什利。第二天，叙政府军空袭了艾因角，导致至少16人丧生。
11月13日，YPG的民兵将马利基耶残余的安全部队赶出当地，以避免让叙利亚自由军有借口进攻该地。11月14日，叙利亚自由军控制了一处艾因角附近的政府军哨卡，据报道战斗中击毙了18名政府军。11月15日，叙利亚自由军宣称已经完全控制了艾因角，击毙或俘获了驻扎在该地的残余政府军。当天政府军没有空袭该地，这是过去3天以来头一次，这也显示出政府军可能放弃准备夺回该市。
11月19日，叙利亚自由军攻击了艾因角的一处PYD的检查站，有6名反对派武装分子丧生。反对派还用狙击手暗杀了当地PYD高级成员Abed Khalil。第二天，叙利亚人权观察组织报道反对派与PYD的战斗已经造成34人丧生，其中29人是胜利阵线和Gharba al-Sham战斗营的成员，另外5人是4名库尔德武装分子和Khalil。据报道该4名库尔德武装分子在被俘后遭到反对派武装处决。另一个反对派组织地方协调委员会则认为冲突中有46人丧生：25名库尔德武装分子、20名叙利亚自由军武装分子和Khalil。另外还有35名库尔德武装分子和11名叙利亚自由军被对方俘获。
11月19日，胜利阵线和Ghuraba al-Sham的成员向另一处YPG检查站开火，引起了一场冲突并导致多人丧生，其中包括3名反对派领导人。库尔德国家委员会和叙利亚自由军最高领导人里亚德·阿萨德将军谴责了这场冲突。KNC说反对派武装分子出现在该地是没有意义且没有道理的，而里亚德·阿萨德将军则将这场冲突归咎于有些团伙妄图离间库尔德人和阿拉伯人间的关系，并明确否认叙利亚自由军与Ghuraba al-Sham有任何关系。
發生战斗後，在艾因角双方都在扩充军力。到11月22日，库尔德武装将人数扩充至400人，而他们面对的是200名胜利阵线成员和100名Gharba al-Sham成员，还有三辆他们缴获的政府军坦克。
11月22日，叙利亚人权观察组织报道说8名胜利阵线成员和一名PYD武装分子在当天冲突中丧生。截止当天已经共有54人在冲突中丧生。第二天库尔德方面和极端分子之间宣布进行一次为期两天的停火行动，以便双方确定永久停火协议的内容。在这一声明被宣布之前，PYD宣称他们已经击毙了25名反对派武装，打伤20人以上，并摧毁了3辆汽车。11月24日双方进行了会谈，但会谈只达成了一项不稳固的停火协议，且仅仅维持到12月6日，在当天冲突再次爆发。
12月3日，叙利亚空军对Mahatta社区的一座警察局和一座老邮局进行轰炸，导致12人丧生，多人受伤。遇难人员中包括6名库尔德人，其中三人是儿童。来自土耳其的救护车将至少21名伤者接往杰伊兰珀纳尔。作为这次空袭的回应，土耳其空军多架F-16战机从迪亚巴克尔的基地紧急起飞。
从12月12日至14日，反对派武装对该市进行多次火箭弹袭击。据报道他们想将战斗扩展至临近村镇，但最后失败了。

### 首次停火
反对派武装和库尔德人的停火谈判在12月15日重启。在第二天双方达成协议，而在12月17日停火协议生效。根据停火协议，冲突双方将从该市撤出武装力量，双方共同管理城市周边的检查站，并将城市行政管理权归还给当地居民。但是虽然战斗停止了，但双方都没有从该市撤出，这使得人们对停火协议能否准确执行产生了怀疑。
在2013年1月1日至5日于马利基耶召开的YPG全体会议上，PYD和叙利亚自由军关系得以加强的迹象开始显现。除了组织起军事指挥机构，与会的PYD成员强调了“叙利亚人民团结起来进行斗争”以及与阿拉伯反对派组织保持友好关系的重要性。值得关注的是，在PYD旗帜之下，他们也挂上了叙利亚自由军的旗帜。之前，众所周知，YPG在他们的地盘里绑架和恐吓那些展示叙利亚自由军旗帜的个人和团体。

### 第二阶段
2013年1月17日，据报道300名反对派武装越过土叙边境，进入艾因角市，与库尔德人武装爆发激烈冲突。 在战斗中三名PYD成员和7名反对派武装丧生，库尔德武装还缴获了三辆坦克。反对派领导人Ragheb al-Bashir指责YPG向其开火，打破了停火协定并导致15名武装分子丧生。
1月19日，在战斗中33人丧生，其中28人是反对派武装分子，5人为库尔德武装分子。
1月21日，一名库尔德指挥官和20名反对派武装分子在战斗中丧生，另外还有4名群众丧生。
在1月22日和24日，另有两名库尔德指挥官丧生。而在25日，两名反对派武装分子和一名库尔德武装分子丧生。逃离战火的库尔德难民指责反对派对仍在城内的库尔德平民毫不尊重。同样在25日，叙利亚自由军在艾因角市绑架了四名Azadi党成员，要求PYD释放一名在押囚犯。该党派是一个库尔德政治团体，与PYD对立。
1月28日，反对派攻击城内政府办公大楼和警察机构，引发一场激烈战斗。第二天，库尔德武装夺取了多座被反对派用作据点的建筑物。当天晚上，大批反对派武装分子由于冲突加剧越过土叙边界。在这些援军到来之前，反对派的人数据说已经大幅减少。有5名反对派武装在冲突中受重伤，其中1人生命垂危，还有3或4人被库尔德人打死。据报道他们的尸体被埋在土耳其。两天之后，据报道YPG扣押了一辆挂有法国国旗并载有一些法文文件的救护车。YPG指责土耳其使用救护车偷运武器和装备给在城内与库尔德人作战的阿拉伯人为主导的反对派。
1月30日，YPG将反对派武装从城内部分地区赶出，并声称夺回了Assyrian教堂。在这一天，叙利亚自由军绑架、拷打并处死了一名库尔德民主党（Kurdish Democratic Party in Syria）成员（该组织是一个政治上与PYD对立的联盟一员）。当该组织成员及此人家属试图将他的遗体送往al-Darbasiyah的验尸官那里时，在一处YPG检查站受到阻拦无法通过。在之后的几天，此人的遗体被葬在Faqira村。

### 再度停火
尽管第一次停火被打破，但各方仍试图使该市恢复和平。1月23日，反对派成员成立了一个8人委员会作为冲突各方的调解机构。其中一名成员是库尔德国家委员会成员（一个同情阿拉伯反对派组织的库尔德反对派联盟）。在2月初，双方开始了试图达成第二次停火的对话，而战斗也暂时停止了。库尔德最高委员会的成员会见了阿拉伯反对派的代表并讨论了停火协议的内容，而这项协议不仅能适用于艾因角市的库尔德人，也希望能适用于全叙利亚的库尔德人。然而，一些库尔德人活动人士怀疑交战双方是否真的愿意达成这项协议，因为在哈塞克省，与叙利亚自由军有关联的阿拉伯革命军事委员会（Arab Revolutionary-Military Council）拒绝任何与库尔德武装停火的提议，宣称在该地区只能接受主流的叙利亚反对派组织。
一名叙利亚反对派的基督教成员，Michel Kilo，主持了多个谈判。在谈判过程中双方分歧严重，以至于有些场合谈判仿佛即将破裂。阿拉伯革命军事委员会要求将艾因角和过境通道单独交给叙利亚全国委员会进行行政管理，并且只有与叙利亚自由军有关的武装组织才能武力控制该市。这等同于让PYD承认在该地区叙利亚全国委员会是唯一合法的行政管理机构。阿拉伯革命军事委员会还要求在哈塞克省展示与库尔德相关的旗帜为非法行为。库尔德人团体断然拒绝了这些条件，坚持双方的武装分子离开该市，将该市的行政管理权交给一个有双方政治代表组成的联合委员会。
2月19日，在一周的停火之后，双方宣布了一项新的协议。协议规定以下内容：所有武装分子撤出该市、建立双方共管的检查站以使得出入该市更加自由、建立一个民主委员会以管理该市及过境通道以及未来在该市建立联合警察部队。而最重要的是，YPG和叙利亚自由军联合起来对抗该地区的政府军。在签订协议过程中，叙利亚自由军代表除胜利阵线和Ghuraba al-Sham以外的所有阿拉伯人主导的反对派组织。Michel Kilo声称双方大部分武装分子及时撤出了该市。但是，一些活动人士依旧仍未协议力度不够，并怀疑伊斯兰极端分子尤其是Ghuraba al-Sham是否会尊重该地区库尔德人的权益。一名库尔德活动人士说：“双方随时能打破停火协议……叙利亚自由军的军委会在该地区不够强大，而且该组织的领导过去已经做过截然相反的声明。根据我的观点，协议毫无内容。”
在协议签署三天后，叙利亚自由军领导人Salim Idris以PYD与库尔德工人党以及伊拉克和伊朗的库尔德组织有联系为由，拒绝了该协议。分析人士认为这个决定是为了讨好土耳其方面，此前土耳其一直在行动上支持阿拉伯反对派与艾因角的库尔德人交战。

## 戰略分析
根据PYD领导人Salih Muslim Muhammad的说法，如果阿拉伯反对派控制了艾因角，将会有两个作用。第一，这将切断阿勒颇省和哈塞克省之间库尔德人的联系，使得叙利亚自由军及其同盟对PYD和YPG的优势更大。第二，占领艾因角可以使得连接土耳其的、至关重要的补给通道更加安全，这也潜在地使得阿拉伯反对派有能力夺取叙利亚东部更多的地盘，包括省会哈塞克市。反对派领导人Nawaf Ragheb al-Bashir（此人是一个来自哈塞克省一个重要部落的领导人，之前已经于库尔德人发生过冲突）声称他的部队不会让分离势力控制哈塞克省，因为该省是叙利亚农业和石油资源最丰富的地区。
PYD还指责土耳其支持阿拉伯反对派武装与在艾因角的YPG部队交战，而阿拉伯反对派武装的领导人也公开承认有这方面的支持。